# Sofia Walkovski
Barunica Sofia Hebb, poznatija pod ranijim prezimenom Walkovski, fiktivni je lik iz povijesne telenovele Ponos Ratkajevih. Lik je kroz cijelu seriju tumačila Mia Begović.
O njezinoj prošlosti se ne zna mnogo, osim da je imala muža koji je umro. Poznata je po svojoj prevrtljivosti i spletkarenju. Živi u dvorcu Miljana zbog svog prijateljstva s Veronikom, ali joj ipak spletkari iza leđa i pokušava ostvariti ljubavnu vezu s Karlom, uglavnom iz interesa. 
Poznato je da je živjela u Beču, gdje je najvjerojatnije i upoznala Veroniku. Nakon što joj je muž umro, Sofija je u dugovima do grla. S kćeri Lotte dolazi u dvorac Miljana. Odlučna je ugurati Lotte u brak iz interesa s Krstom, ma po koju cijenu. Tako je lagala kako je pijani Krsto obesčastio njezinu kćer silovanjem.
Sofia je dirigirala Lottinim postupcima,jedno vrijeme ju je i fizički zlostavljala. Kasnije s Lottom prekida svaki odnos.
Nakon što ju Karlo ostavlja nakon duge afere, Sofia je ljuta. Upoznaje doktora Ranka Hebba, ustašu, te počinje aferu s njim.
Kasnije se vjenčaju, no Sofia se prije toga morala odreći Lotte.
Nakon rata bježi s Rankom u Argentinu. Kasnije im se pridružuje i Lotte.
Usprkos kontroverznom privatnom životu i događajima iza paravana, Sofia je prividno pripadala kremu zagrebačkog društva, te su za nju svi znali.